# Tansen
Tánsen (en nepalí तानसेन, a veces transcrito como tensing, /ˈtansen/) es una localidad del centro de Nepal, a 170 km de Katmandú, y capital del distrito de Palpa. Se localiza en lo alto de una colina de la cordillera Mahabharat (o Himalayas menores) en la cuenca del Río Gandaki. Sus habitantes son mayoritariamente newarí y practican el hinduismo y el budismo.
Antaño Tánsen fue la capital del Reino Magar, que fue una influyente potencia en la región hasta el siglo XVIII. Durante la guerra civil nepalesa la ciudad sufrió varios saqueos del bando maoísta. También afectó fatalmente el Terremoto de Nepal de mayo de 2015. A pesar de ello, su ciudad medieval se añadió a la lista tentativa de la UNESCO como Patrimonio Mundial de la humanidad.

Tansen
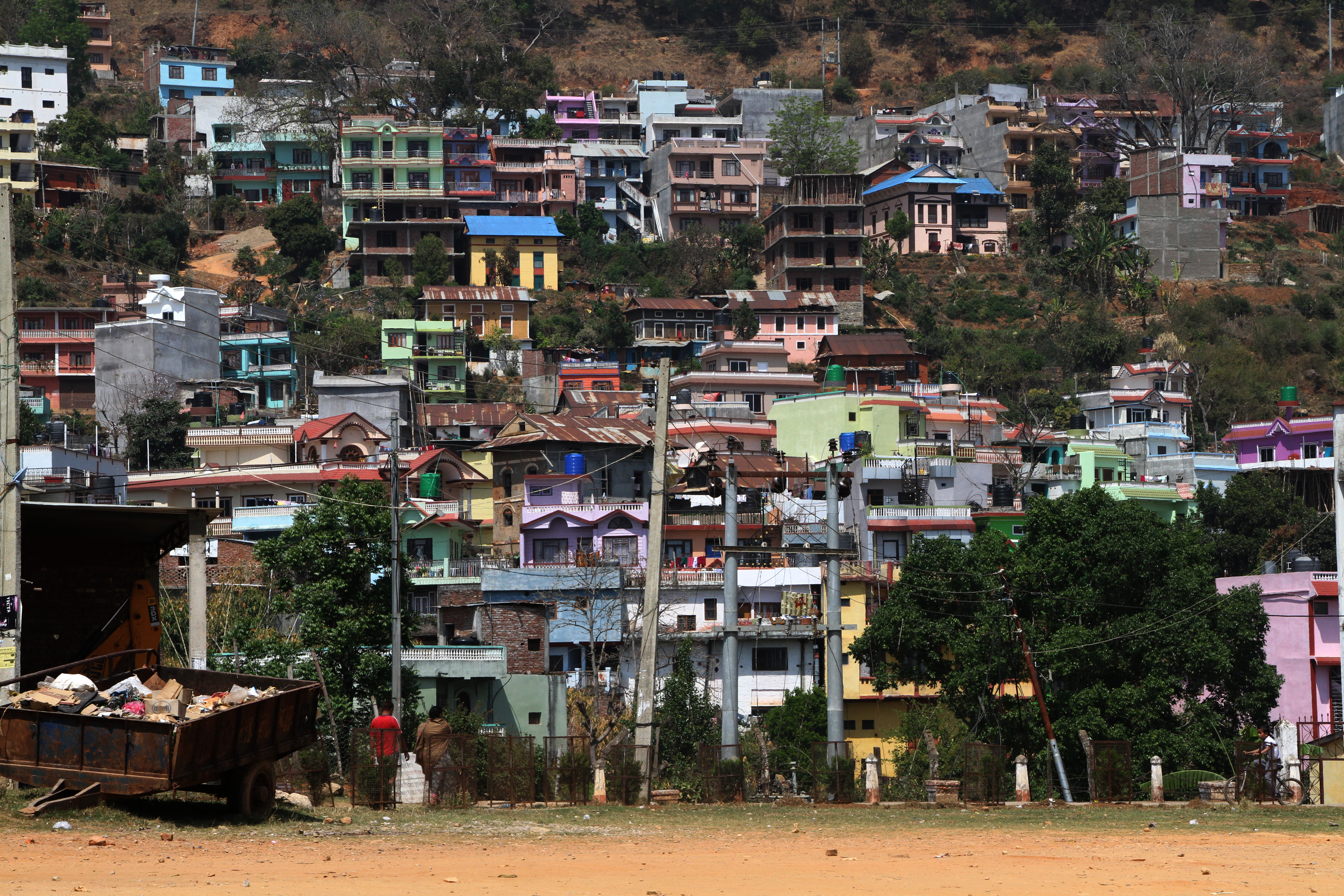
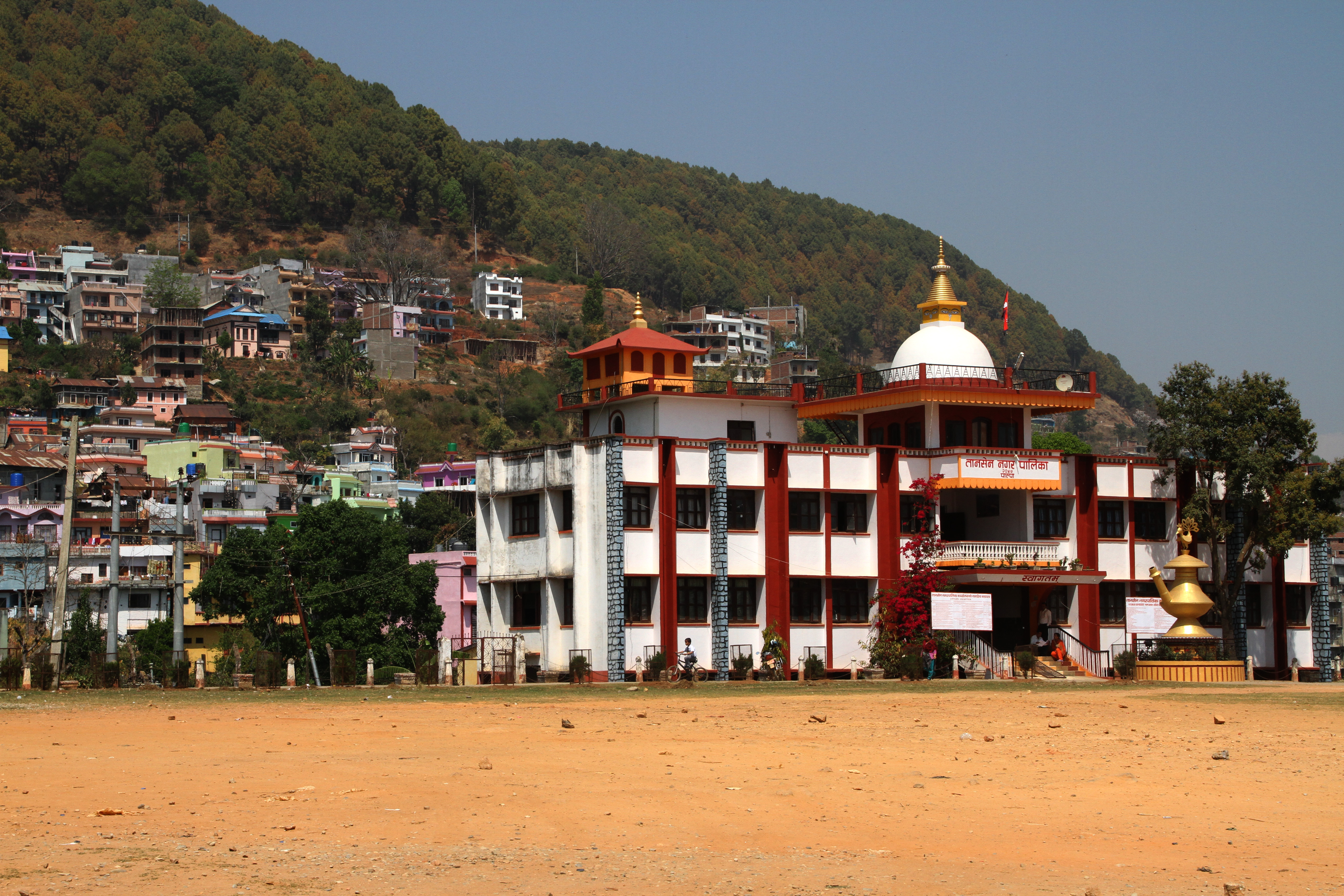
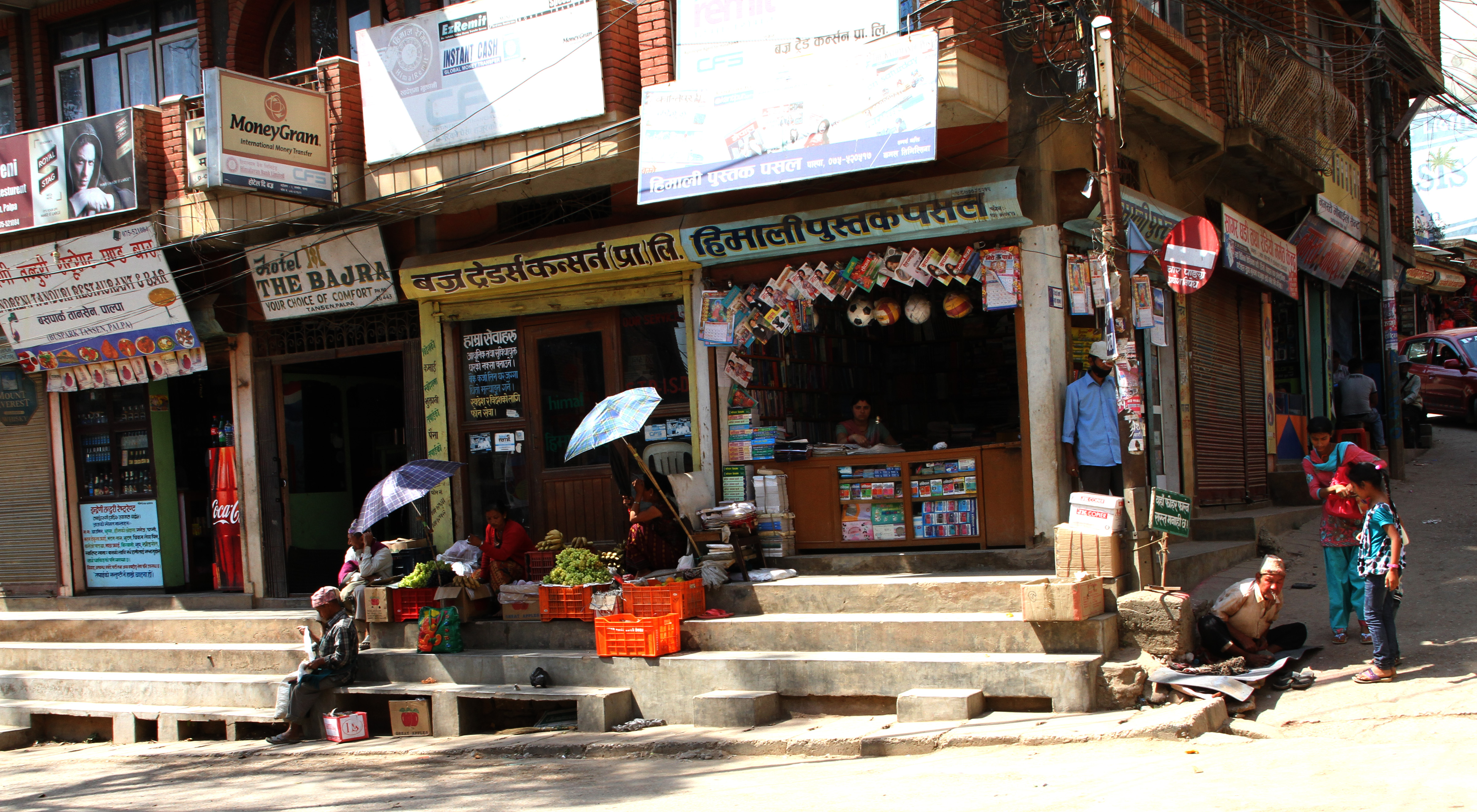
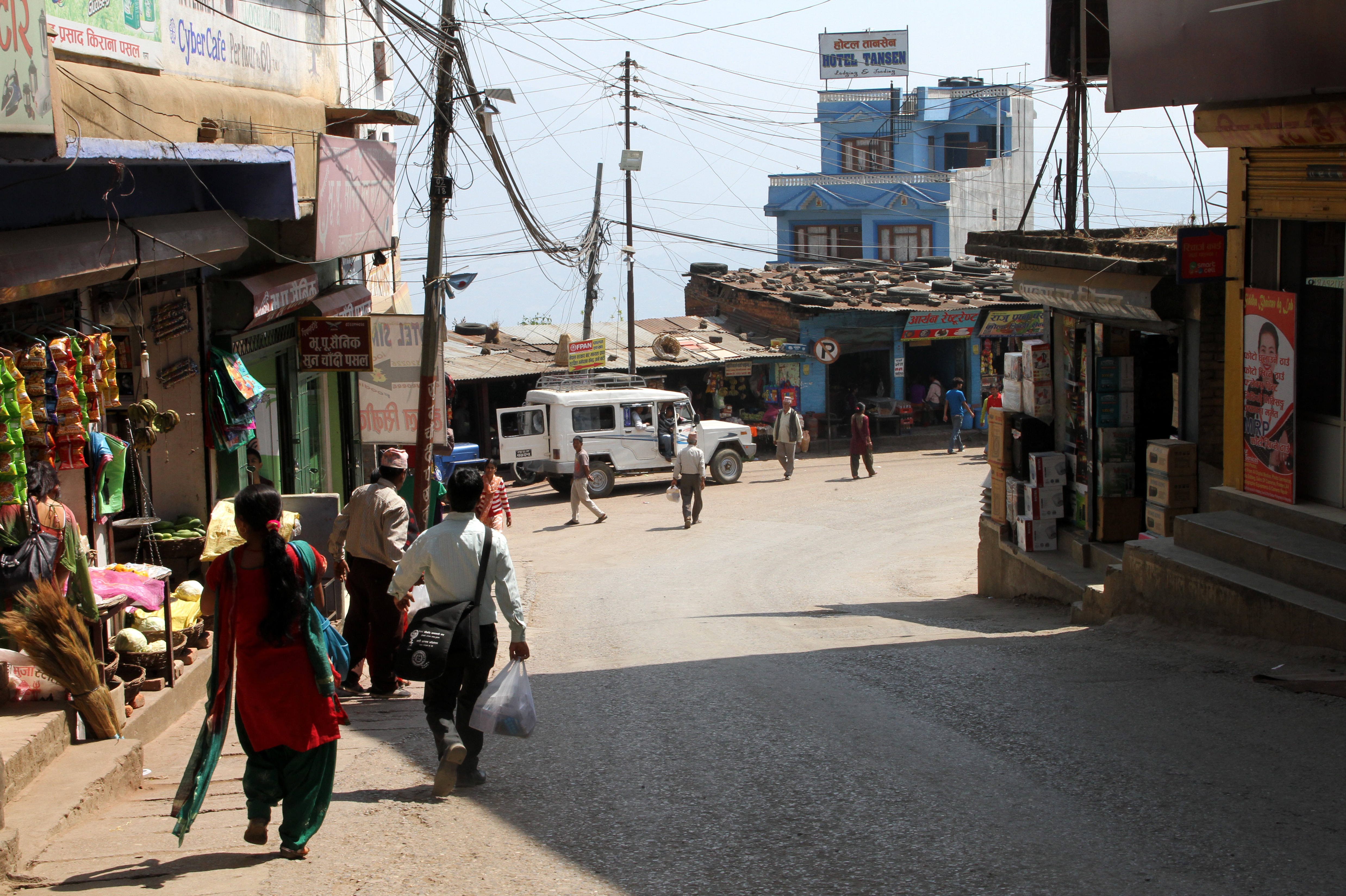
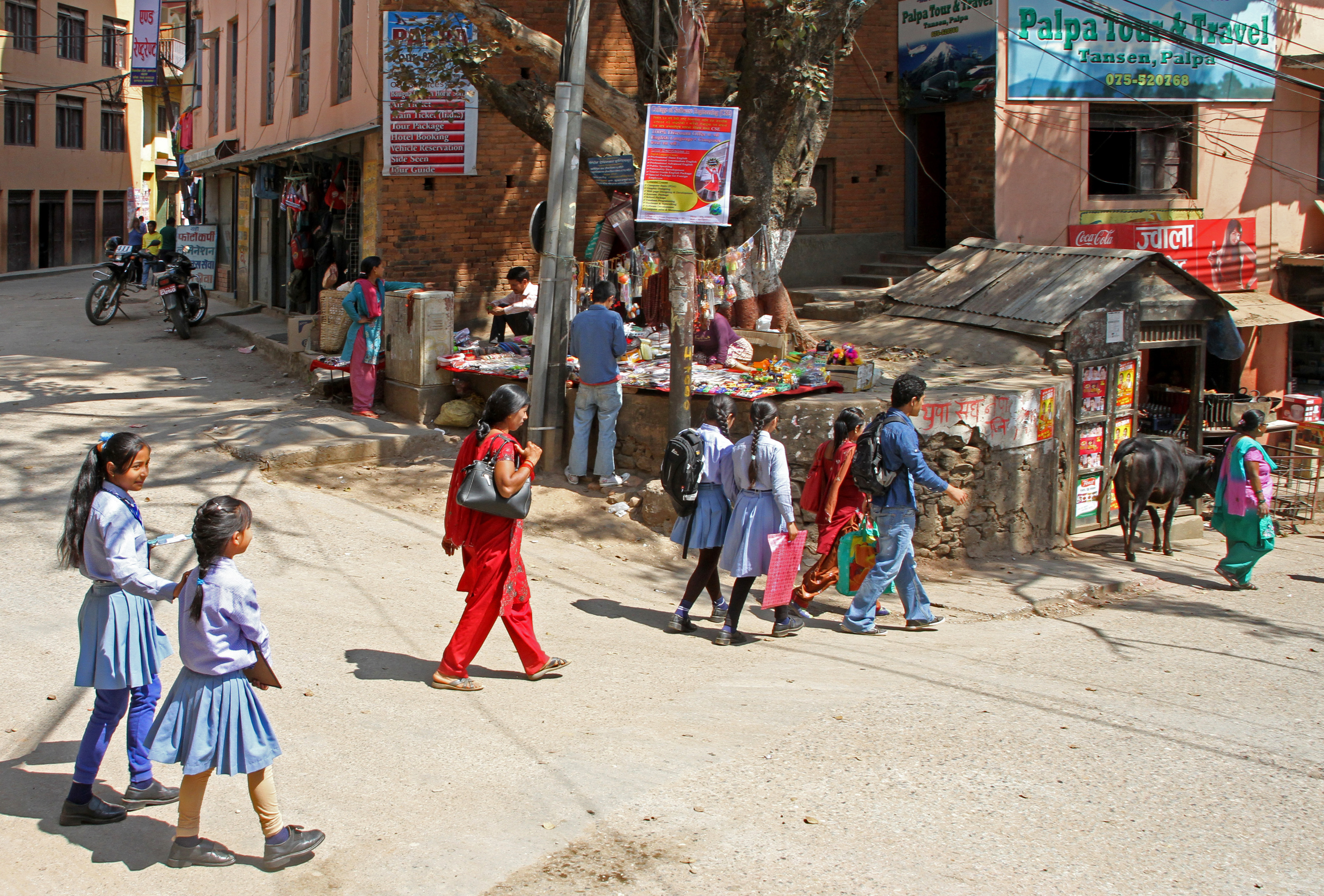
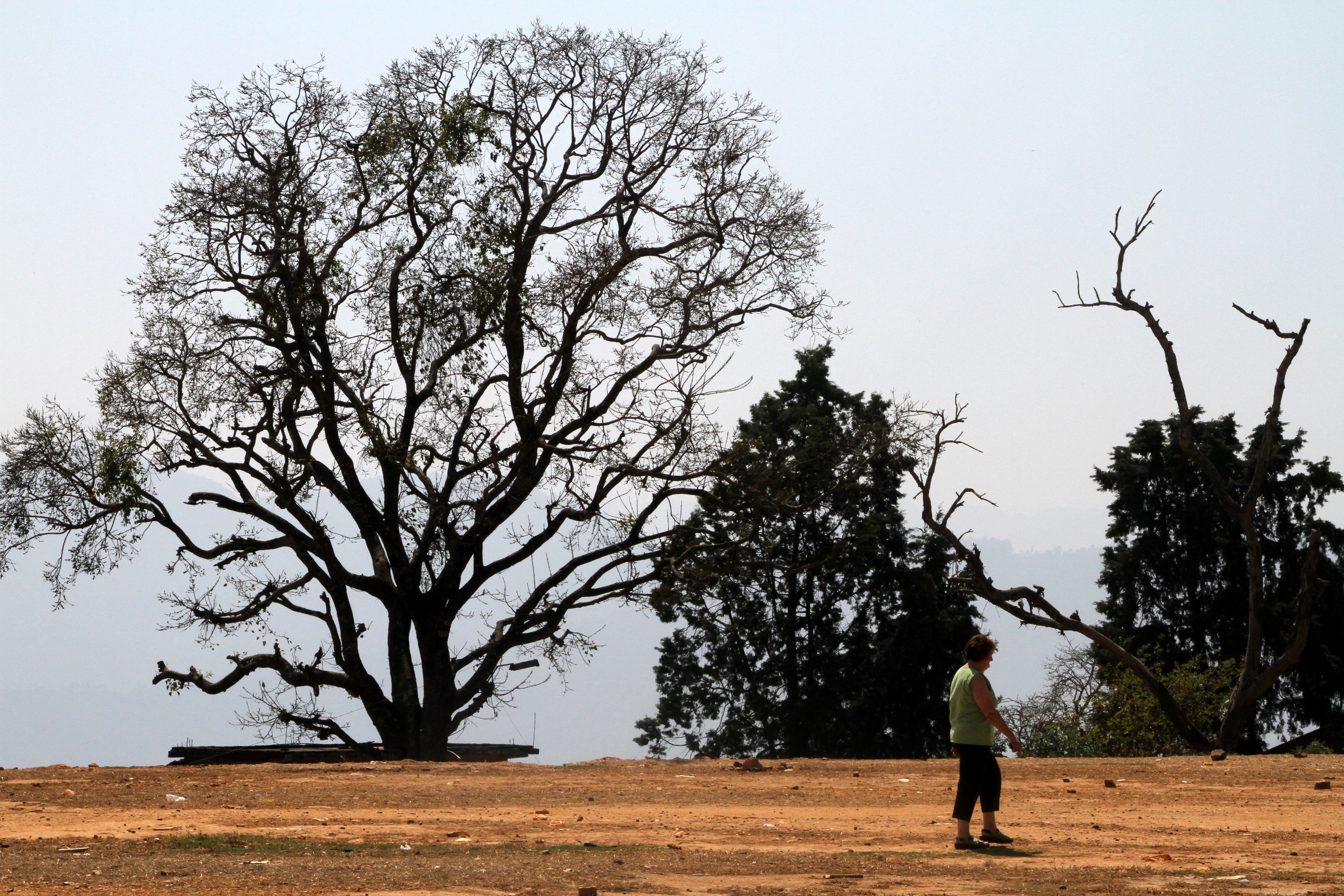